# Harvey Glance
Harvey Edward Glance (ur. 28 marca 1957 w Phenix City w Alabamie, zm. 12 czerwca 2023 w Mesa w Arizonie) – amerykański lekkoatleta sprinter, mistrz olimpijski z Montrealu z 1976.
W 1976 dwukrotnie wyrównał rekord świata w biegu na 100 metrów czasem 9,9 s (przy pomiarze ręcznym). W tym samym roku jako student Auburn University został akademickim mistrzem Stanów Zjednoczonych (NCAA) w biegu na 100 metrów i w biegu na 200 metrów.
Na igrzyskach olimpijskimi w 1976 w Montrealu zajął 4. miejsce w biegu na 100 metrów. W sztafecie 4 × 100 metrów biegł na 1. zmianie. Wraz z kolegami (John Wesley Jones, Millard Hampton i Steven Riddick) zdobył w tej konkurencji złoty medal olimpijski osiągając w finale czas 38,33 s.
W 1977 ponownie został akademickim mistrzem NCAA w biegu na 100 metrów. W tym samym roku osiągnął czas 9,8 s na 100 metrów, ale IAAF nie uznawała od początku 1977 wyników mierzonych ręcznie. Zdobył brązowy medal w sztafecie 4 × 100 metrów na uniwersjadzie w 1977 w Sofii. Na igrzyskach panamerykańskich w 1979 w San Juan Glance zdobył srebrny medal w biegu na 100 m i złoty w sztafecie 4 × 100 m. Zakwalifikował się do ekipy Stanów Zjednoczonych na igrzyska olimpijskie w 1980 w Moskwie, ale zostały one zbojkotowane przez USA. Zdobył srebrny medal w biegu na 100 metrów oraz złoto w sztafecie 4 × 100 metrów podczas zawodów Olympic Boycott Games 1980.
Był w składzie zwycięskich sztafet 4 × 100 metrów podczas Pucharu Świata w 1985 w Canberze, igrzysk panamerykańskich w 1987 w Indianapolis oraz mistrzostw świata w 1987 w Rzymie. Na tych dwóch ostatnich zawodach sztafeta biegła w składzie Lee McRae, Lee McNeill, Glance i Carl Lewis.
Nigdy nie zdobył mistrzostwa Stanów Zjednoczonych. Jego największym osiągnięciem na tych zawodach było 2. miejsce na 100 m w 1979 i 3. miejsce na 100 m w 1986.
Po zakończeniu kariery sportowej pracował jako trener lekkoatletyczny na Auburn University, a od 1997 na University of Alabama. Na igrzyskach olimpijskich w 2008 w Pekinie był trenerem amerykańskich sprinterów i płotkarzy, a na mistrzostwach świata w 2009 w Berlinie męskiej reprezentacji USA.

## Rekordy życiowe
- bieg na 100 jardów – 9,4 s (1975)
- bieg na 100 metrów – 10,05 s (1985)
- bieg na 200 metrów – 20,25 s (1983)
- skok w dal – 7,87 m (1977)
- bieg na 50 metrów (hala) – 5,73 (1986)
- bieg na 55 metrów (hala) – 6,14 (1979)
- bieg na 60 metrów (hala) – 6,62 (1979) / 6,41 (1980) wynik nieoficjalny
- bieg na 50 jardów (hala) – 5,43 (1979)
- bieg na 100 jardów (hala) – 9,54 (1980) rekord Ameryki Północnej